# Allobates olfersioides
Allobates olfersioides (Lutz, 1925) è un anfibio anuro appartenente alla famiglia degli Aromobatidi.

## Distribuzione e habitat
È endemica delle foreste Atlantiche del Brasile. Si trova tra il livello del mare e 1000 m di altitudine negli stati di Rio de Janeiro, di Minas Gerais, di Espírito Santo, di Bahia, di Sergipe e Alagoas.